# 尼泰罗伊级巡防舰
尼泰罗伊级巡防舰，该级各舰为英国设计建造，仿英国皇家海军“谢菲尔德”级驱逐舰。分两种类型：反潜型和通用型。
1. ↑  Galante, Alexandre. . Poder Naval. 2019-06-28  [2024-09-24]. （原始内容存档于2025-01-23） （巴西葡萄牙语）.